# Зортмен (Монтана)
Зортмен (англ. Zortman) — переписна місцевість (CDP) в США, в окрузі Філліпс штату Монтана. Населення — 82 особи (2020).

## Географія
Зортмен розташований за координатами 47°55′0″ пн. ш. 108°30′32″ зх. д. / 47.91667° пн. ш. 108.50889° зх. д. (47.916736, -108.509020).  За даними Бюро перепису населення США в 2010 році переписна місцевість мала площу 10,24 км², уся площа — суходіл.

## Демографія
Згідно з переписом 2010 року, у переписній місцевості мешкало 69 осіб у 35 домогосподарствах у складі 18 родин. Густота населення становила 7 осіб/км².  Було 64 помешкання (6/км²).
Расовий склад населення:
| - 73,9 % — білих - 18,8 % — корінних американців |

До двох чи більше рас належало 7,2 %. Частка іспаномовних становила 0,0 % від усіх жителів.
За віковим діапазоном населення розподілялося таким чином: 15,9 % — особи молодші 18 років, 47,9 % — особи у віці 18—64 років, 36,2 % — особи у віці 65 років та старші. Медіана віку мешканця становила 58,2 року. На 100 осіб жіночої статі у переписній місцевості припадало 102,9 чоловіків;  на 100 жінок у віці від 18 років та старших — 107,1 чоловіків також старших 18 років.
Цивільне працевлаштоване населення становило 0 осіб. 